# Самуїл (цар Болгарії)
Цар Самуїл (болг. Самуил, пом. 6 жовтня 1014) — цар Болгарії (980—1014) з династії Комітопулів.
Фактично почав керувати Болгарією з 971 року як воєначальник. Після смерті своїх старших братів Давида та Мойсея 980 року став царем Болгарії, поклавши початок династії Комітопулів.
Після того як Візантія повернула собі північно-східні землі Болгарії, переніс столицю на територію сучасної Македонії. Спочатку певної столиці не було, але згодом як столиця визначилося місто Охрид. Весь час свого правління Самуїл проводив майже безперервну важку війну з Візантією.

## Правління

### Спільно з братами Комітопулами
Спочатку Самуїл правив Болгарією спільно зі своїми старшими братами: Давидом, Мойсеєм, Ароном. Давид і Мойсей загинули у перші роки правління. Мойсей узяв в облогу фортецю Серес, але загинув у результаті нещасного випадку, його вбив кинутий зі стін фортеці камінь. Давид загинув за дивних обставин поблизу міста Преспи. Він був убитий найманими вбивцями, деякі історики висувають непідтвердженні гіпотези, що це сталось за наказом Самуїла.
Властолюбний Арон почав перемовини з Візантією (принаймні так вважав Самуїл). Це спричинило конфлікт між Самуїлом та Ароном, який призвів до звинувачення Арона в державній зраді. У результаті 14 червня 976 року відбулась битва при Дупниці, в якій Арон загинув (чи, можливо, був убитий за наказом Самуїла). Також була страчена вся родина Арона, за винятком його сина Івана Владислава, за якого заступився Гаврило Радомир (син Самуїла). Решта братів також загинули за дивних обставин.
Іншим важливим фактом з біографії Самуїла є те, що він прийняв першого болгарського патріарха Даміана (болг. Дамян), який після падіння Преслава продовжив таким чином очолювати Болгарську Православну Церкву.
Після цього Самуїл, залишившись останнім з братів Комітопулів, проголосив себе Царем Болгарії й почав правити самостійно.

### Доля Бориса II й Романа
977 року з візантійського полону втекли колишній болгарський цар Борис II і його брат Роман. Бориса було випадково вбито на болгарському кордоні болгарськими вояками, які прийняли їх за візантійських шпигунів, а Роман встиг пояснити солдатам, ким він є. Оскільки в полоні Роман був кастрований і став євнухом, він не міг зайняти царський престол, через що не являв для Самуїла жодної небезпеки. Самуїл з радістю прийняв його при своєму дворі й надав йому різні благородні посади.